# Tantilla briggsi
Tantilla briggsi (багатоніжкова змія Бріггса) — вид змій родини полозових (Colubridae). Ендемік Мексики.

## Поширення і екологія
Багатоніжкові змії Бріггса відомі з двох місцевостей, розташованих на північному сході Оахаки. Вони живуть у вологих і сухих тропічних лісах, на висоті від 90 до 200 м над рівнем моря.